# Безпалько Людмила Василівна
Людмила Василівна Безпалько (нар. 10 липня 1946, Рава-Руська, Львівська область, УРСР) — українська підприємиця. У 1993—1997 роках — директор, генеральний директорАТ «Науково-виробничий центр «Борщагівський хіміко-фармацевтичний завод» (1997-2018). Входить у список найбагатших українців.

## Життєпис
Людмила Безпалько народилася в місті Рава-Руська на Львівщині.
Закінчила Пермський фармацевтичний інститут в 1972 році.
З 1964 року працювала ученицею дражирувальника на Борщагівському хіміко-фармацевтичному заводі. Після завершення навчання стала стає технологинею, пізніше — заступницею начальника цеху.
У 1976 році очолила БХФЗ в складі фармацевтичного об'єднання «Дарниця».
У 1993 році, після виходу зі складу фармацевтичного об'єднання «Дарниця», очолила БХФЗ.
У 2018 році покинула посаду директора БХФЗ.

### Нагороди та досягнення
- Ордени «Знак пошани», Рівноапостольного князя Володимира Великого, медаллю  «1500-річчя Києва», Почесна грамота фонду «Суспільне визнання», лауреат премії Національної спілки журналістів України «Незалежність» [4].
- 2003 — Заслужена працівниця промисловості»[5]
- 2009 — Орден Святого Пантелеймона[6].
- 2012 — Орден Княгині Ольги III ступеня[7].
- 2016 — №8 серед найкращих жінок-керівниць України за версією Delo.ua[8]
- 2017 — №93 серед «100 найвпливовіших жінок України» за версією журналу «Фокус»[9]